# Петар Костић (књижевник)
Петар Костић Бројанин (Призрен, 12. јун 1852 — Скопље, 12. јул 1934) био је српски књижевник, сенатор, ректор и национални радник.

## Породично порекло
Пореклом је из знамените бродске породице Лековци. Његова стрина Божана је последња хришћанка која је рођена, живела и умрла у Гори 1856. године. О себи и кући у Призрену бележи: "Као што сам напред навео, ја сам се родио 12/25. јуна 1852. године, у уторак, а у бившој нашој кући, у садашњој улици св. Прокопија, која се налази прва с десне стране при уласку у ту улицу, а у њеној старој згради, јер на место нове зграде са две улице био је тада чардак са отлуканом, а на доњем спрату, при земљи, ахар (коњушница).

## Призренска богословија
Одмах након тога ступио је на дужност наставника Призренске богословије. Током 1880. постао је управник богословије. Писао је писма српској влади о стању у Старој Србији. Једно његово писмо о политичком стању ухватили су чланови Призренске лиге, па су га турске власти затвориле у Битољу. Ослобођен је након руских и српских ургенција, али уз услов да заувек напусти Османско царство. Након боравка у Београду ипак му је омогућено да се 1881. врати у Призрен.
По смрти ректора И. Ставрића замењивао је ректора, a за управника (ректора) постављен је 27. децембра 1882. године и био је до 4. априла 1889. године, четврти по реду ректор ове богословије. Отишао је 1884. у Цариград да тражи дозволу за штампање школских књига за школе у Старој Србији. Дозволу је добио током 1885. И када се 1889. окончао његов мандат ректора боголсовије и даље је био повереник српске владе, а са турским властима је преговарао о богословији и другим школама у Старој Србији. Као председник просветне комисије подизао је школе, постављао учитеље и обезбеђивао финансирање и књиге. Говорио је турски и албански. У Призрену се у време његовога управљања богословијом налазио и његов пријатељ руски конзул Иван Јастребов, који је својом дипломатском активношћу штитио Србе на Косову и Метохији, настојећи да спречи њихово исељавање и десрбизацију.

## У Солуну и Скопљу
Основао је Српску гимназију у Солуну и био њен директор од 1894. до 1897. године. У Призренску богословију вратио се 1897. Убрзо је дошао у сукоб са рашко-призренским митрополитом Дионисијем, па су га преместили 1898. у Скопље. Затим је, по потреби службе, радио у Митрополији у Скопљу и вршио низ важних поверљивих националних послова за време Турске. 

## Повратак у Призрен
Био је незадовољан премештањем у Скопље, па му је 1901. одобрен повратак у Призрен, где је од 1901. до 1920. био секретар Рашко–призренске митрополије. Пензионисан је као професор Призренске богословије 1922. године. Један је од најистакнутијих српских првака у Старој Србији. Учесник је Прве српске конференције (1908) Срба у Османском царству и један од оснивача Српске демократске лиге. Током 1909. био је председник скупштине Срба у Османском царству. Током Првога светскога рата интерниран је 1916. у Бугарску, а окупатори су уништили његову библиотеку и архиву. Објавио је четири књиге и на десетине радова у периодици, углавном из историје културе Призрена и Старе Србије. Записивао је српске народне обичаје и обреде у Старој Србији. Писао је и о народном, просветном и црквеном животу Срба у Призрену. Спасио је многе српске драгоцености, којима је запуштањем претила сигурна пропаст.